# خیند هلدینگ
خیند هلدینگ (انگلیسی: Khind Holdings) شرکت لوازم خانگی مالزیایی است، که در سال ۱۹۶۱ تأسیس شد.